# Xandria
Xandria est un groupe de metal symphonique allemand, originaire de Bielefeld et fondé en 1994 par Marco Heubaum. Le groupe se sépare en 1997 avant de se reformer en 1999, sur une nouvelle initiative de Heubaum, Xandria est reconstitué avec le bassiste Roland Krueger, ainsi que d'autres membres du dernier groupe de ce dernier. Quatre chanteuses se sont succédé au fil des ans : Lisa Middelhauve (2000-2008, 2010), Manuela Kraller (2010-2013), Dianne van Giersbergen (2013-2017) et Ambre Vourvahis (depuis 2022). Les albums de Xandria sont souvent comparées aux premières œuvres de Nightwish, d'Epica, ou encore Delain.
Le style musical des quatre premiers albums du groupe, bien qu'appartenant au metal symphonique, oscille entre le metal gothique et la musique rock. Les paroles des quatre premiers albums se concentraient principalement sur des thèmes gothiques, véhiculant la lutte intérieure avec soi-même et les expériences de la vie. Les albums India (2005) et Salomé - The Seventh Veil (2007) sont marqués par des thèmes orientaux dans leur musique et leurs paroles. Après l'album Neverworld's End (2012), le groupe change son orientation musicale pour passer à du power metal symphonique, tout en collaborant avec des orchestres et chœurs allemands. Les deux albums suivants Sacrificium (2014) et Theater of Dimensions (2017) s'inspirent de thèmes proches de l'opéra, en utilisant un orchestre, des chœurs et la voix de la chanteuse d'opéra professionnelle Dianne van Giersbergen.

## Biographie

### Débuts et première séparation (1994-2000)

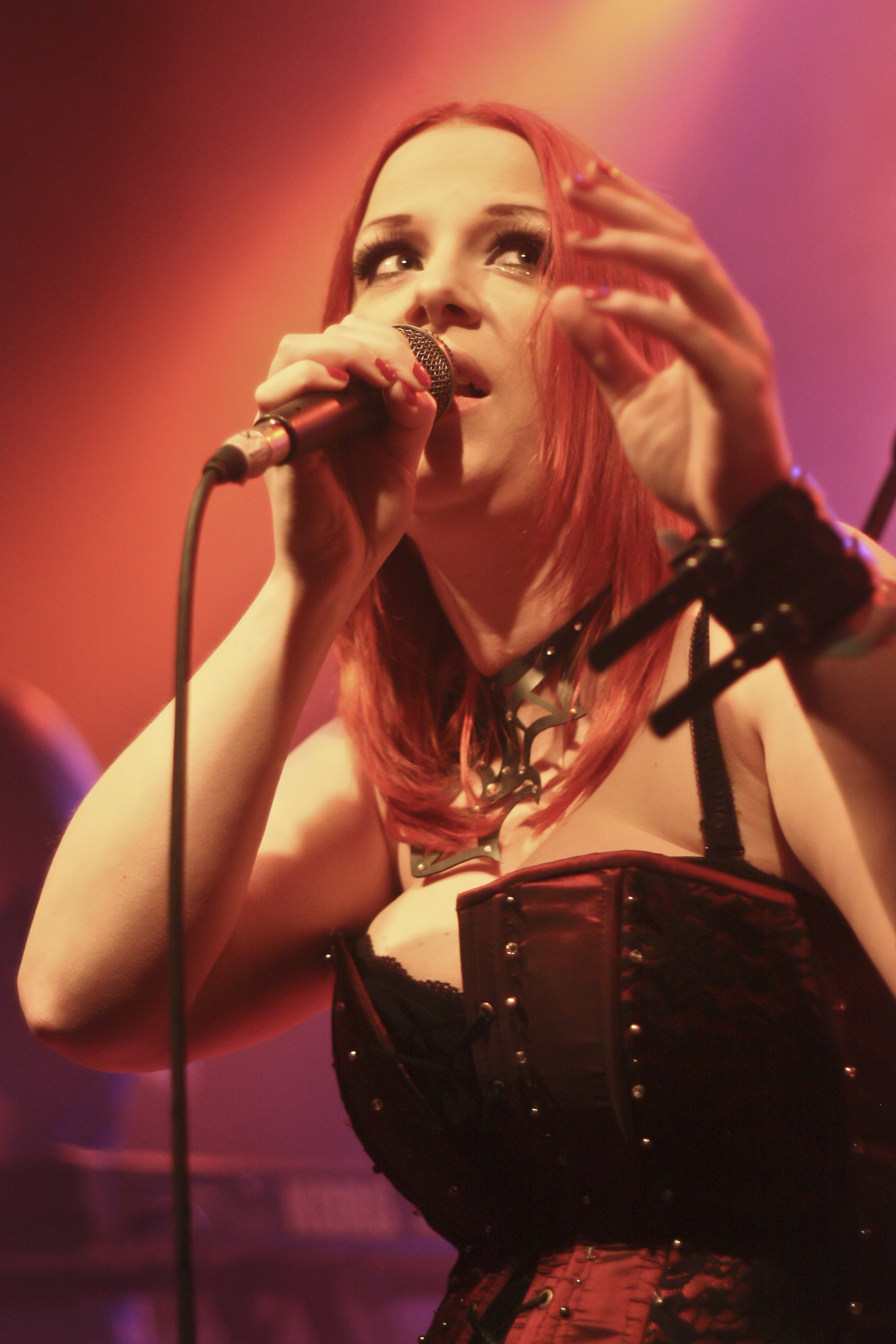
Lisa Middelhauve.

C'est à l'initiative de Marco Heubaum et de Niki Weltz, son ami batteur, que Xandria est formé en 1994 dans la ville allemande de Bielefeld. Le groupe puisait son inspiration dans la musique de groupes tels que Tiamat et Paradise Lost et proposait un mélange entre du metal et de la musique atmosphérique. En 1996, le guitariste Manuel Winke, le claviériste Andreas Litschel et le bassiste Holger Wester rejoignent le groupe. En 1997, Nicole Tobien est prise comme chanteuse. En janvier 1997, le groupe sort Xandria une démo  qui leur permet de faire plusieurs concerts lors de la saison estivale. Mais les différends musicaux qui gagnèrent la jeune formation conduisirent à son démantèlement trois ans après, limitant à l'époque sa notoriété. Mais cela n'entache en rien les ambitions de Marco Heubaum qui continue à « clarifier ses idées musicales ».
En 1999, sur une nouvelle initiative de Marco Heubaum, Xandria est reconstitué avec le bassiste Roland Krueger, ainsi que d'autres membres du dernier groupe de ce dernier. La chanteuse Lisa Middelhauve rejoint également le groupe.
En 2000, le groupe va commencer à être reconnu après une diffusion de ses premiers titres sur des sites, comme mp3.com ou Besonic. Le succès se fait ressentir à travers le monde, en particulier en Amérique du Nord. D'abord considéré comme projet studio, Xandria devient maintenant un groupe à part entière. Le batteur Gerit Lamm rejoint le groupe afin de permettre, entre autres, au groupe de jouer les titres en live.

### Kill the SunetRavenheart(2002–2004)
De plus en plus populaire, le groupe se fait repérer par Drakkar Entertainment dont Udo Zimmer devient le manager. En 2002, le groupe signe un contrat avec ce label. C'est lors de cette période que Philip Restemeier rejoint le groupe en tant que guitariste principal.
En 2003, le groupe sort son premier album Kill the Sun, regroupant entre autres les cinq titres démos. Cet opus entre dans le Top 100 des charts en Allemagne. Le groupe enchaîne de nombreux concerts, avec notamment Subway to Sally et ASP. Il fait notamment sa première grande tournée en Allemagne avec Tanzwut. Après avoir joué dans des festivals, comme le M'era Luna, le groupe entre en session d’enregistrement dans les studios de José Alvarez-Brill (Belgique) en décembre. le groupe publie alors son deuxième album, Ravenheart en 2004. Celui-ci est un succès, puisqu'il se classe 36e dans les classements en Allemagne. Le groupe tourne également ses deux premiers clips pour les chansons Ravenheart et Eversleeping (ce dernier ayant été tourné dans un vieux château à Berlin). Il participe au Busan International Rock Festival en Corée du Sud, le plus grand festival en plein air d'Asie.
Après la sortie de cet opus, le bassiste Roland Krueger quitte le groupe en raison de problèmes de compatibilité d'agenda entre son activité de groupe et sa vie professionnelle. Nils Middelhauve le remplace et devient le nouveau bassiste.

### IndiaetSalome: The Seventh Veil(2005–2010)
Après le succès de Ravenheart, Marco Heubaum souhaite aller plus loin et créer quelque chose de plus ambitieux et de plus épique. Le troisième album de Xandria, India, sort en 2005. Comme son nom l'indique, il comporte des morceaux d'inspiration orientale mais également celtique. Des instruments celtiques ont en effet été utilisés et une collaboration avec Deutsches Film Orchester Babelsberg est faite. Durant l'été, le bassiste Nils et la chanteuse Lisa se marient.
En 2006, le groupe fait ses premiers concerts dans des pays, comme la Russie, l'Angleterre ou bien le Mexique. Après cela, ils rentrent aux Principal Studios pour enregistrer leur prochain opus. Leur quatrième album Salomé: The Seventh Veil sort le 25 mai 2007. Selon le groupe, cet album manque de cohérence, puisque beaucoup de compromis ont dû être faits et qu'il n'y a pas de réel fil conducteur. De gros problèmes de divergences artistiques et conflits d'opinions subsistent alors dans le groupe. En conséquence, Lisa Middelhauve quitte Xandria en avril 2008.
Le 8 février 2009, le groupe confirme avoir sa nouvelle chanteuse, puisqu'il s'agit de Kerstin Bischof. Un après, en février 2010, le groupe annonce son départ du groupe pour des raisons personnelles. Pour les concerts du groupe, Lisa Middelhauve, l'ancienne chanteuse, accepte de partir en tournée avec le groupe, mais sans chercher à réintégrer celui-ci. Le 20 décembre 2010, une nouvelle chanteuse est officiellement annoncée. Il s'agit de Manuela Kraller, qui était chanteuse dans le groupe suisse Nagor Mar puis du groupe allemand Haggard. Elle se produit pour la première fois en public au sein de Xandria le 4 janvier 2011 au Classic Meets Pop à Bielefeld en Allemagne.

### Neverworld's EndetSacrificium(2011–2014)

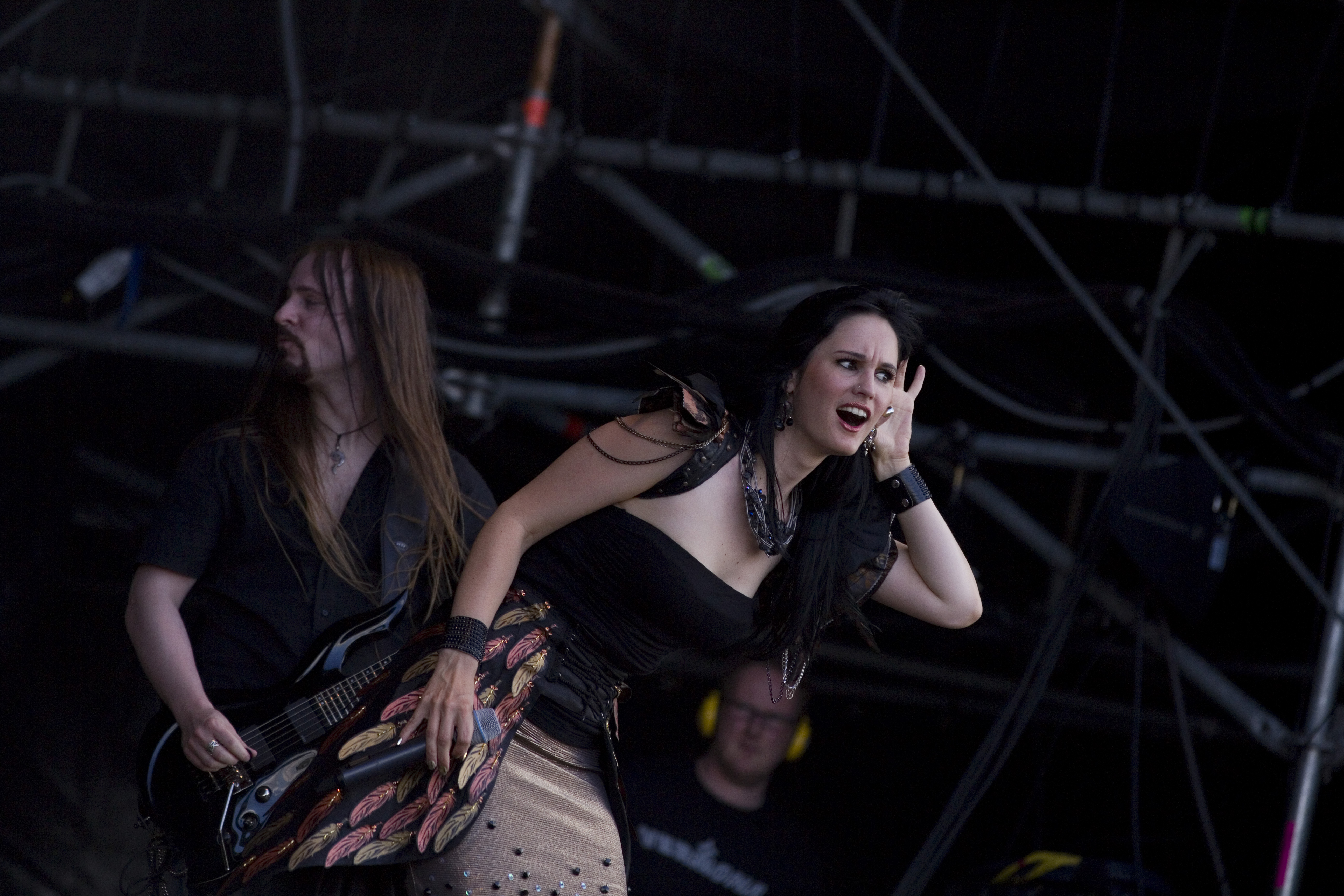
Xandria au Rockharz Open Air 2014.

Urs Middelhauve, frère de l'ancien bassiste Nils, devient le nouveau manager du groupe et leur fait signer un contrat avec Napalm Records en août 2011. Avec la nouvelle chanteuse, le groupe sort son cinquième album Neverworld's End entre le 22 et le 24 février 2012 en Europe, et le 3 mars 2012 aux États-Unis et au Canada. En avril et mai 2012, le groupe part en tournée avec Epica, ainsi qu'avec Kamelot en novembre. Durant cette période, Steven Wussow rejoint le groupe en tant que bassiste.
En octobre 2013, le groupe entre en studio pour un nouvel album. Le 25 octobre 2013, sur son site officiel, le groupe annonce le départ de Manuela Kraller et son remplacement par Dianne van Giersbergen, chanteuse du groupe hollandais Ex Libris,. Quelques mois après, le 7 janvier 2014, ils annoncent la sortie d'un nouvel opus intitulé Sacrificium pour le 2 mai 2014, ainsi qu'une tournée en septembre appelée Sacrificium Tour 2014.

### Fire and AshesetTheater of Dimensions(2015-2019)
Le 11 mars 2015, le groupe annonce la sortie d'un nouvel EP pour l'été. Celui-ci contiendra trois nouvelles chansons, deux reprises, ainsi que deux remakes de leurs propres chansons issus de leurs albums précédent. Le 22 avril, ils dévoilent le titre de l'EP, sa pochette, ainsi que sa date de sortie : il s'intitule Fire and Ashes, et sort le 31 juillet 2015. Après la sortie de celui-ci, le groupe part en tournée en Chine entre le 18 et le 20 décembre, mais vont également au Japon et à Taïwan.
En février 2016, le groupe repart en tournée en Europe dans le cadre des Symphonic Metal Nights. Le 26 juin, ils annoncent, sous forme d'une petite vidéo sur leur page Facebook, être en plein enregistrement de leur prochain album, mais sans toutefois donner plus d'informations. Le groupe officialise, via sa chanteuse Dianne, la fin de l'enregistrement le 31 août et confirme une sortie de l'album courant 2017. Dans cette même vidéo, le groupe invite les fans à voter pour la ville de leur choix pour la prochaine tournée. Plus de détails sur l'album sont donnés le 22 septembre, date à laquelle le groupe révèle la pochette, le titre et la date de sortie de l'album. Celui-ci s'intitule "Theater of Dimensions" et sort le 27 janvier 2017.
Dans le cadre de la sortie de l'album, le groupe participe à deux concerts de promotion à Bochum le 28 janvier 2017 et à Hambourg le 29 janvier. Un mois après la publication de l'album, l'album rentre dans les charts mondiaux, puisqu'il se classe notamment 17e en Allemagne, 11e aux États-Unis ou bien 14e au Royaume-Uni. Le groupe repart en tournée à partir du 10 mars 2017 à Nüremberg, et passe par des villes comme Berlin, Francfort ou bien Eindhoven.
Le 19 septembre 2017, le groupe annonce le départ de Dianne van Giersbergen pour des raisons de santé liées principalement au stress. Ils annoncent dans le même temps le recrutement temporaire d'Aeva Maurelle, chanteuse d'Aeverium, qui assure le reste de la tournée européenne en novembre et décembre 2017.
En 2019, le bassiste Steven Wussow quitte le groupe et rejoint Orden Ogan. 

### The Wonders Still Awaitinget nouveau line-up (depuis 2022)
Le 24 mai 2022, après plusieurs années d'absence, le groupe refait son apparition en sortant son nouveau single Reborn. C'est à cette occasion qu'il dévoile son nouveau line-up : Ambre Vourvahis au chant, Robert Klawonn à la guitare, Tim Schwarz à la basse et Dimitrios Gatsios à la batterie. Il est également annoncé que Gerit Lamm et Philip Restemeier quittent le groupe.  
C'est le 3 novembre 2022 qu'ils confirment la sortie de leur huitième album. Intitulé The Wonders Still Awaiting, il est annoncé pour le 3 février 2023, toujours sous Napalm Records. Le single "Ghosts" est dévoilé à cette occasion.

## Style musical

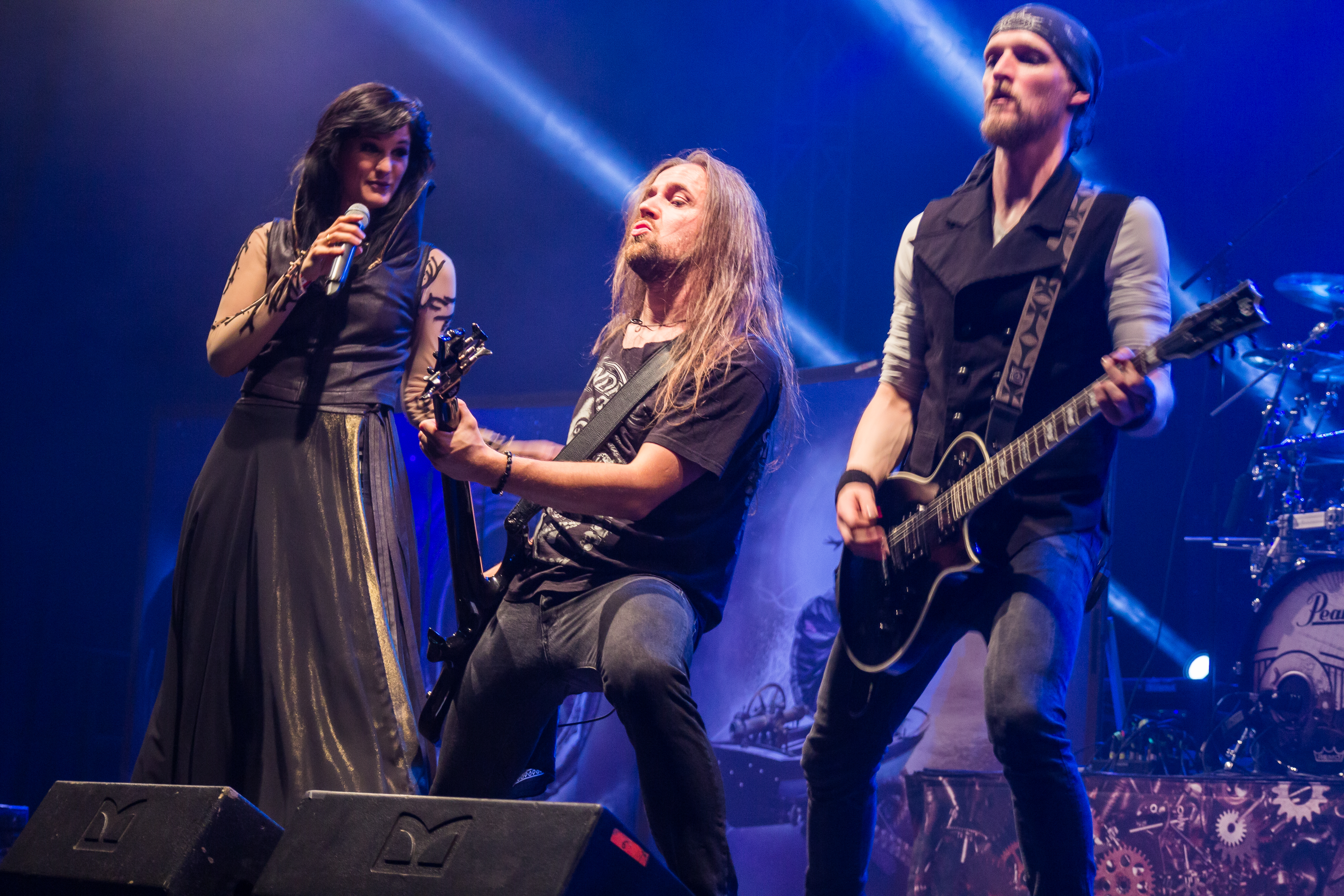
La musique de Xandria est apparenté au metal symphonique bien qu'il comporte des éléments rock, gothique et atmosphérique.

Le style musical exploité par Xandria est considéré comme étant du metal symphonique, bien que les premiers travaux réalisés avec la chanteuse Lisa Middelhauve soient influencés par le metal gothique et alternatif. Les œuvres postérieures à Neverworld's End s'orienteront sur du power metal symphonique.
Les premiers travaux du groupe sont à leur sortit comparés à des représentants typiques du metal symphonique, tels que Nightwish et Within Temptation, et du metal gothique, tels que HIM, The Crest, Bloodflowerz, Tiamat, Theatre of Tragedy, Evanescence et Lacuna Coil,,,, car le groupe combine « des morceaux très mélodiques, parfois hymniques, avec des guitares rock et un chant féminin ». De nombreux critiques musicaux acclament la voix de Lisa Middelhauve,,, car celle-ci, plus douce et détendue, se démarque nettement des autres chanteuses soprano de metal symphonique alors en vogue comme Tarja Turunen et Sharon den Adel,. Le premier album du groupe Kill The Sun est souvent qualifié de croisement entre les musiques metal et rock. À leurs débuts Xandria se présente comme étant un groupe de « metal atmosphérique avec des riffs de guitare saturées combiné à des claviers ».
Avec la sortie de l'album Ravenheart, le groupe est de nouveau assimilé aux groupes de metal symphonique Nightwish et Within Temptation tandis que d'autres le comparent aux œuvres d'Evanescence,,. Sa musique reste similaire à son prédécesseur, mais la structure des chansons est modifiée afin de s'ouvrir à un plus large public, réduisant les éléments de la musique metal dans les compositions. Pour India tous les éléments symphoniques des chansons sont enregistrés en Allemagne avec un vrai orchestre et un vrai chœur ; cet album marque l'abandon définitif d'accompagnements orchestraux synthétisés dans la musique du groupe. Le disque Salomé - The Seventh Veil éloigne considérablement le groupe de son style habituel pour se rapprocher d'un son plus rock. Comme pour son prédécesseur, les compositions se distinguaient par l'ajout de motifs orientaux, qui donne  une image expérimentale à Xandria. La voix de Lisa Middelhauve est de nouveau salué. Bien que Salomé - The Seventh Veil soit accueilli positivement, les œuvres ultérieures du groupe reviendront à leur style classique et s'éloigneront finalement de la musique rock.
Avec l'arrivée de Manuela Kraller au chant, le groupe est qualifié par les critiques de copie complète de Nightwish — en termes de musique et de voix — et l'album Neverworld's End est comparé très vite comparés aux albums Oceanborn et Wishmaster,. Certains critiques trouvent malgré les fortes ressemblances que la musique « galope à un bon tempo avec de bons riffs de guitare [...] et les parties symphoniques dominent tout au long des morceaux sans être ennuyeuses ou intrusives ». La voix de Kraller est très appréciée et est vite comparée à la soprano finlandaise Tarja Turunen,.
Avec Dianne van Giersbergen, le groupe continue dans la direction prise sur Neverworld's End. Sacrificium continue à utiliser une large gamme d'accompagnements orchestraux et choraux. Beaucoup s'accordent à dire que van Giersbergen « interprète les chansons comme si elle avait toujours été avec le groupe ». L'album suivant, Theatre of Dimensions, est également chaleureusement accueilli et est qualifié de « produit moderne de metal symphonique avec une puissante voix d'opéra »,.

## Membres

### Membres actuels
- Marco Heubaum – guitare, clavier (1994–1997, depuis 1999)
- Robert Klawonn - guitare (depuis 2022)
- Tim Schwarz - basse (depuis 2022)
- Dimitrios Gatsios - batterie (depuis 2022)
- Ambre Vourvahis - chant (depuis 2022)

### Anciens membres
- Niki Weltz – batterie (1994–1997)
- Andreas Litschel – clavier (1996–1997)
- Manuel Vinke – guitare (1996–1997)
- Holger Vester – basse (1997)
- Nicole Tobien – chant (1997)
- Jens Becker – guitare (1999–2000)
- Roland Krueger – basse (1999–2004)
- Andreas Maske – guitare (2000–2001)
- Lisa Middelhauve – chant (2000–2008)
- Nils Middelhauve – basse (2004–2012)
- Kerstin Bischof – chant (2009–2010)
- Manuela Kraller – chant (2010–2013)
- Dianne van Giersbergen - chant (2013-2017)
- Steven Wussow - basse (2013-2019)
- Gerit Lamm – batterie (2000-2022)
- Philip Restemeier – guitare (2001-2022)

## Discographie

### Singles
- 2004 : Ravenheart
- 2004 : Eversleeping
- 2007 : Save My Life
- 2012 : Valentine
- 2014 : Nightfall
- 2017 : Call of Destiny
- 2017 : Ship of Doom

### Promo-CD
- 2003 : Kill the Sun
- 2005 : In Love with the Darkness
- 2007 : Sisters of the Light (featuring Jesus on Extasy)